# Lakatos Éva (kulturális vezető)
Lakatos Éva (eredeti neve: Schwartz Bella) (Budapest, 1905. március 31. – Budapest, 1993. június 23.) magyar politikus, országgyűlési képviselő; az Országos Filharmónia igazgatója, az illegális, majd a legális kommunista párt munkatársa.

## Életpályája
Munkáscsaládban született; édesapja szobafestő-mázoló volt. 1923–1924 között az Erzsébet Tudományegyetem hallgatója volt. 1924–1929 között tisztviselőként dolgozott. 1928-tól a KMP tagja volt. 1928–1930 között a KIMSZ-ben tevékenykedett, sejttitkár, az illegális sajtó szerkesztő bizottsági tagja volt. 1930–1935 között kerületi bizottsági tag, titkár, majd a Budapesti Pártbizottság titkára volt. 1935–1937 között elvégezte a Nemzetközi Lenin Iskolát. 1935–1945 között a Szovjetunióban élt, a Komintern nőtitkárságán dolgozott. 1940–1941 között egy moszkvai óragyárban dolgozott. A II. világháború alatt a moszkvai magyar rádió szerkesztőségi munkatára volt (1939). 1945–1947 között az MKP Budapesti Pártbizottsága munkatársa, az MKP VII. kerületi szervezetének a titkára volt. 1948-tól az MDP KV Agitációs és Propaganda Osztályán osztályvezető-helyettes volt. 1946–1948 között a VII. kerületi Nemzeti Bizottság tagja volt. 1949. május 15-én a Magyar Függetlenségi Népfront nagy-budapesti listáján országgyűlési képviselő lett. 1956–1967 között az MSZMP KB politikai munkatársa volt. 1958–1965 között az Állami Hangverseny- és Műsorigazgatóság, 1965-től az Országos Filharmónia igazgatója, a Művészeti Dolgozók Szakszervezete KV tagja volt.
A Horthy-korszakban többször letartóztatták, három és fél évet töltött börtönben.

## Díjai
- Magyar Szabadság Érdemrend ezüst fokozata (1947)
- a Magyar Köztársasági Érdemrend tisztikeresztje (1949)
- Magyar Népköztársasági Érdemrend (V. fokozat) (1951)
- A Munka Vörös Zászló Érdemrendje (1955)
- Szocialista Hazáért Érdemrend (1967)
- Munka Érdemrend arany fokozata (1970)
- Állami Díj (1978)
- Budapest Főváros Művészeti Díja (1984)
- a Magyar Népköztársaság babérkoszorúval ékesített Zászlórendje (1985)